# يوكيكو إيواي (ممثلة)
يوكيكو إيواي (باليابانية: 岩井由紀子؛ بالكانا: いわい ゆきこ) هي مغنية وعارضة وممثلة يابانية، ولدت في 26 مايو 1968 في يوكوهاما في اليابان.

## وصلات خارجية
- يوكيكو إيواي (ممثلة) على موقع ميوزك برينز (الإنجليزية)
- يوكيكو إيواي (ممثلة) على موقع ديسكوغز (الإنجليزية)